# Музей морского наследия
Музей морского наследия (черног. Zbirka pomorskog naslijeđa) находится в Тивате (Черногория), на территории яхтенной марины Porto Montenegro.
Музей расположен в реконструированном здании лесопильного цеха бывшего Морского Арсенала — изначально судоремонтной базы военно-морских сил Австро-Венгрии, а затем последовательно королевской и социалистической Югославии и Черногории.
В собрании музея можно увидеть корабельное оборудование, портовые механизмы и различные исторические реликвии (например, рукописные дневники черногорской принцессы Ксении).
Во дворе музея установлены две отреставрированные оригинальные югославские подводные лодки, которые можно посетить: П-821 типа «Херой» (1968) и П-912 типа «Уна» (1984).

## Галерея

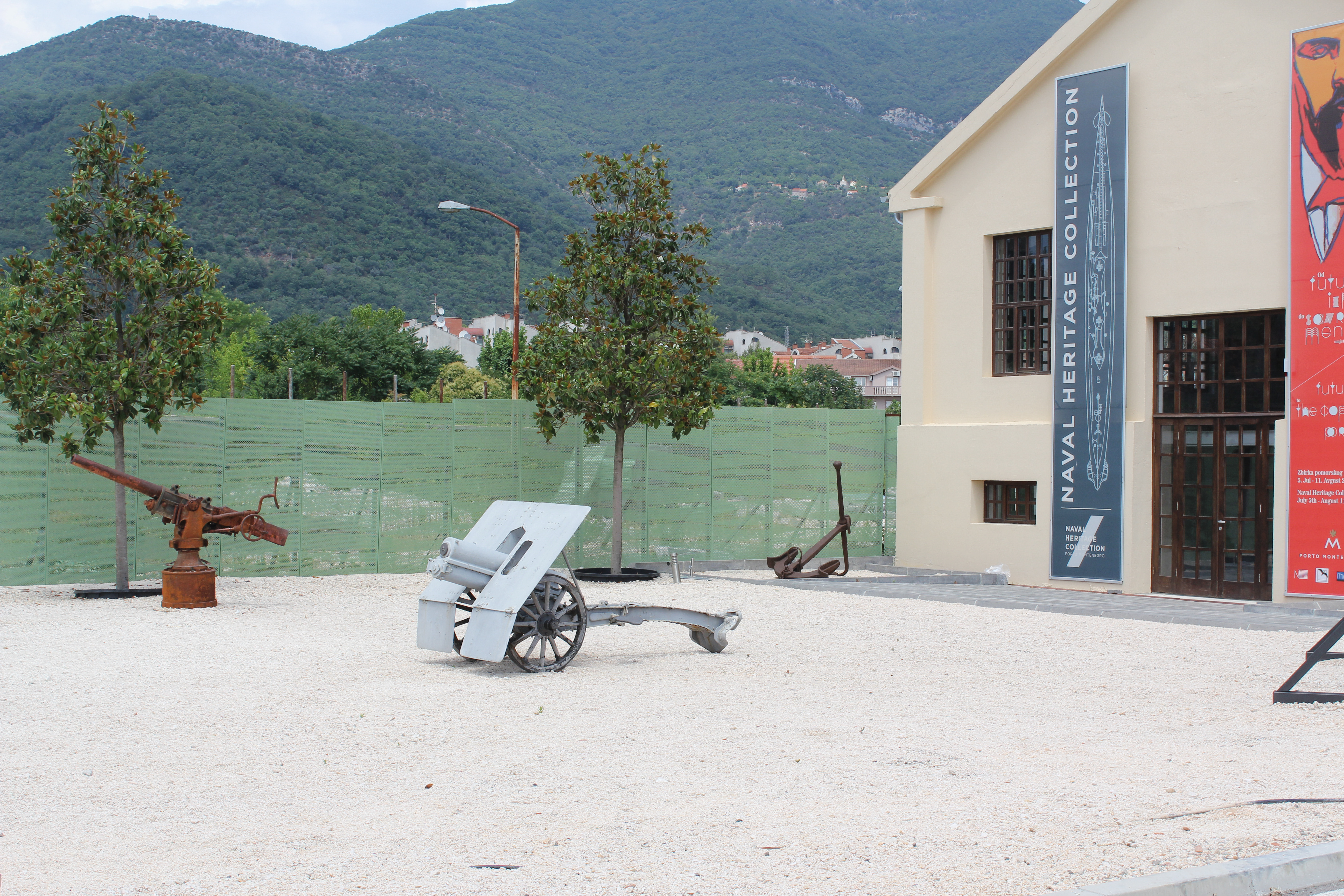
Перед входом в музей
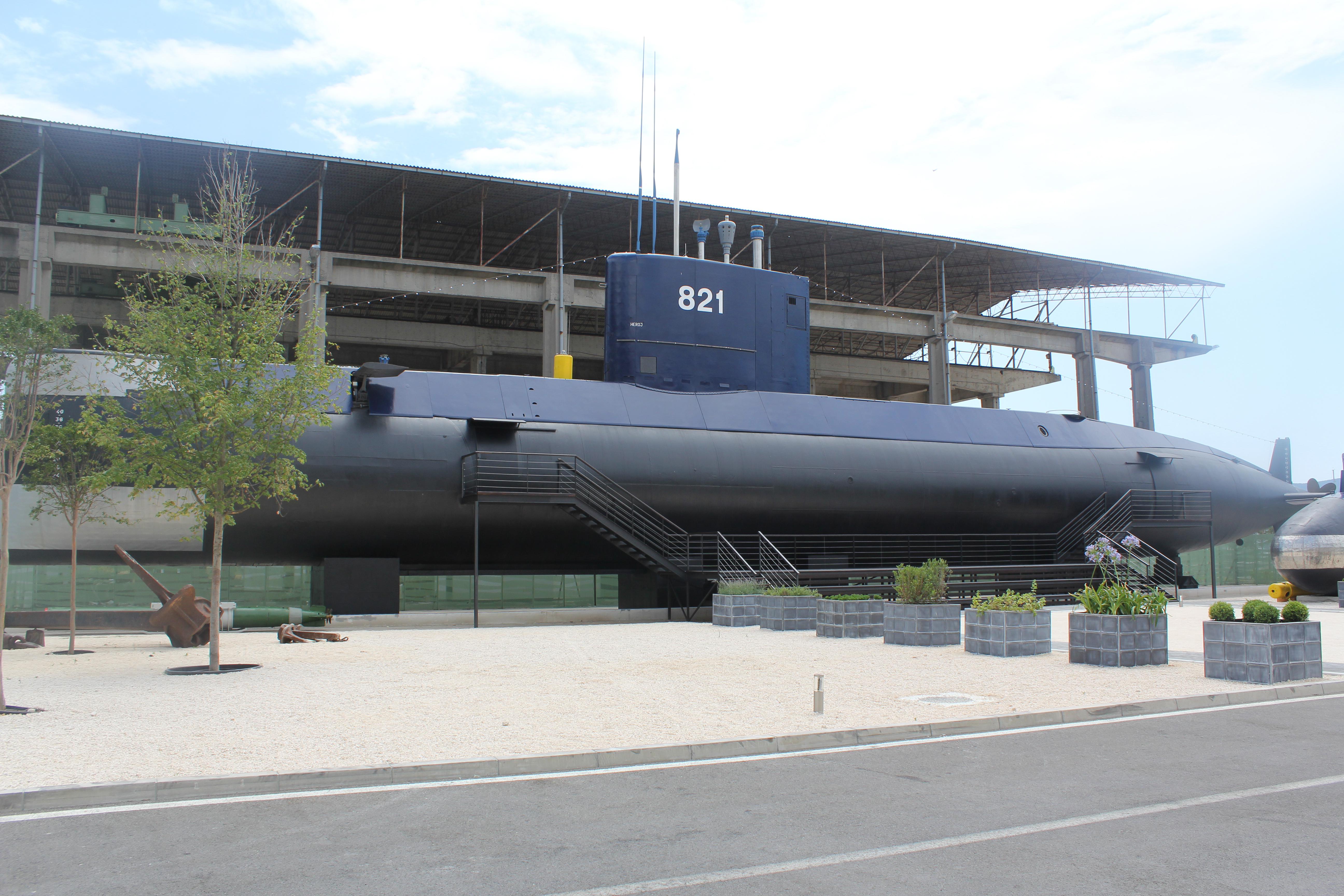
П-821 «Херой»
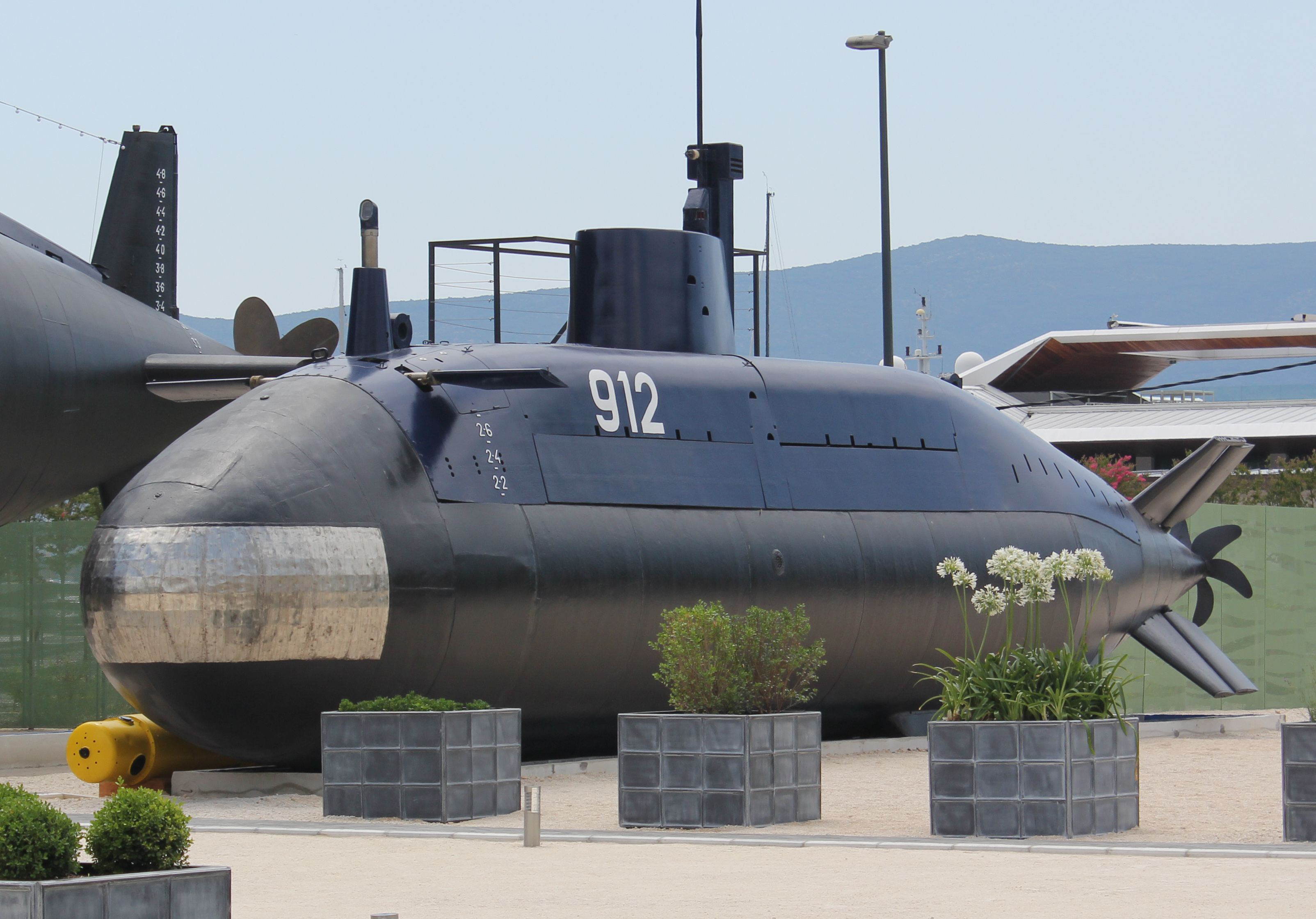
П-912 «Уна»